# Ritzamarum Zétrenne
 (septembre 2024).
Ritzamarum Zétrenne est un journaliste haïtien, militant écologique et directeur de plusieurs initiatives culturelles. Né à Petit-Goâve, Haïti, il s’est rapidement imposé comme une figure montante des médias haïtiens et de la francophonie, avec des engagements variés allant de la culture à l’environnement. Zétrenne est particulièrement connu pour son travail sur Koze Kilti, une émission culturelle sur Radio France Internationale (RFI), et pour son rôle de jeune Ambassadeur de la francophonie des Amériques .

## Biographie

### Débuts et formation
Originaire de Petit-Goâve, une petite ville haïtienne, Zétrenne s’est d'abord fait remarquer pour sa voix imposante à la radio Echo 2000 Inter. C’est au cours de ses études, sous l'influence de son professeur de géologie, qu'il a été introduit au monde radiophonique. À la fin de ses cours, son professeur l’encourage à faire de la radio, ce qui marque le début de son parcours dans les médias. Il commence alors à animer l'émission Priorité-Culture.
Malgré son admission à la Faculté de droit et à l’École normale supérieure, Zétrenne choisit de poursuivre ses études à la Faculté des sciences humaines pour se concentrer sur la communication. Il complète ses études en obtenant un Master 2 en Management des médias à l'Université de Lille, France.

### Carrière dans les médias
Jeune, Ritzamarum commence à animer l’émission culturelle "Priorité-Culture" à Echo 2000 Inter. Il devient rapidement une figure importante de la radio, contribuant à la rendre la plus écoutée de Petit-Goâve. Il enchaîne des émissions sur les radios Vision Plus, et Nova FM pendant plus de deux ans, avant de se retirer pour entamer des études universitaires.
En 2011, Zétrenne s’installe à Port-au-Prince, où il fait ses débuts dans la presse ecrite  en 2015 au quotidien Le National et s'efforce de se rapprocher de son rêve de travailler à Radio France Internationale (RFI). Il Travaille à Radio Pacific et présente des rubriques écologiques et des émissions, où il se distingue notamment par son travail sur la matinale Viv-Ayiti. Il fonde également le Mouvement écologiste et citoyen Ti jès eko et s’implique dans plusieurs organisations écologiques.
En 2017, il intègre le réseau Mondoblog, un projet de RFI, qui lui permet de perfectionner ses compétences journalistiques. Il attribue à Mondoblog une grande part de son développement professionnel, notamment dans le domaine du journalisme numérique. 2018, il devient responsable de la rubrique Société du journal Le National  tout en coordonnant Viv-Ayiti et fait un bref passage à la télévision Pacific comme responsable de l'emission Grand reportage. 2019, il quitte le Groupe Pacific et cofonde Palmes Magazine avec Nelson Jeantilus, une plateforme au service de la région des Palmes. Il deviant rédacteur au journal Le Nouvelliste, présentateur à Magic 9 et anime en 2021 l’émission culturelle Koze Kilti sur RFI, accomplissant ainsi son rêve de travailler pour Radio France Internationale,.

### Koze Kilti
Zétrenne atteint une étape cruciale de sa carrière en 2021, lorsqu'il est sélectionné pour animer l’émission culturelle Koze Kilti sur les ondes locales de RFI en Haïti. Il propose un nouveau format pour l'émission, en y ajoutant des segments tels que des revues d'actualité culturelle, des reportages hebdomadaires et des séquences mettant en valeur des femmes influentes dans le secteur culturel haïtien. Sous sa direction, "Koze Kilti" devient plus dynamique, tout en conservant l'essence de la culture haïtienne ,,, .

## Engagements écologiques et sociaux
En parallèle de sa carrière dans les médias, Zétrenne est profondément engagé dans la lutte pour un environnement plus sain. Il est le fondateur de plusieurs mouvements écologiques, dont Ti Jès Eko et est membre du Groupe d’action francophone pour l’environnement (GAFE). Il fait également partie du Youth UNESCO Climate Action Network Haïti (YOU-CAN) et a été pendant plusieurs années Responsable de Communicarion du Marathon du Livre.

### Ambassadeur de la francophonie des Amériques
En 2024, Zétrenne est nommé Jeune Ambassadeur de la francophonie des Amériques, une reconnaissance qui souligne son engagement dans la promotion de la langue française et de la francophonie dans la région. Il participe au Forum des jeunes ambassadeurs des Amériques, où il suit une formation en leadership et en engagement citoyen. Cette expérience lui permet de mieux appréhender la diversité et la richesse de la francophonie dans les Amériques ,.

### Port-au-Prince Podcast Festival (PAPPOD)
Zétrenne est également l’un des cofondateurs et directeur du Port-au-Prince Podcast Festival (PAPPOD), le premier festival en Haïti dédié à l’univers des podcasts. À travers cette initiative, il cherche à promouvoir le podcasting  comme un moyen de créer du contenu audio de qualité et d’encourager la créativité et l’échange d’idées au sein de la communauté haïtienne. Le festival s'est rapidement positionné comme un événement central pour les passionnés de narration audio, attirant des podcasteurs d'Haïti et d'ailleurs ,.

## Prix et Distinctions
- 2024, nommé Jeune Ambassadeur de la francophonie des Amériques